# Hélder Neto
Hélder Graça Neto (5 de setembro de 1982) é um futebolista angolano, que atualmente joga no Doxa Katokopia, do campeonato cipriota de futebol.